# Brzina detonacije
Brzina eksploziva, takođe poznata kao detonaciona brzina ili drugačije brzina detonacije (VoD), je brzina kojom front udarnog talasa putuje kroz detonirani eksploziv. Eksplozivne brzine su uvek veće od lokalne brzine zvuka u materijalu.
Ako je eksploziv zatvoren pre detonacije, na primer u artiljerijskoj granati, proizvedena sila je fokusirana na mnogo manju površinu, a pritisak se značajno pojačava. Ovo rezultira brzinom eksploziva koja je veća nego da je eksploziv detoniran na otvorenom. Neograničene brzine su često približno 70 do 80 procenata ograničenih brzina. 
Brzina eksplozije se povećava sa manjom veličinom čestica (tj. povećanom prostornom gustinom), povećanim prečnikom punjenja i povećanim zatvaranjem (tj., višim pritiskom). 
Tipične brzine detonacije za mešavine organske prašine kreću se od 1.400–1.650  m/s.  Eksplozije gasa mogu ili deflagrirati ili detonirati na osnovu zatvorenosti; Brzine detonacije su uglavnom oko 1.700 m/s  ali mogu biti i do 3.000  m/s. m/s. Čvrsti eksplozivi često imaju brzine detonacije u rasponu od 4.000 m/s do 10.300 m/s.
Brzina detonacije se može meriti metodom Dautriche. U suštini, ovaj metod se oslanja na vremensko kašnjenje između pokretanja dva kraja detonirajućeg fitilja poznate brzine detonacije, ubačenog radijalno na dve tačke u eksplozivno punjenje na poznatoj udaljenosti. Kada se eksplozivno punjenje detonira, aktivira jedan kraj fitilja, a zatim drugi kraj. Ovo uzrokuje da dva fronta detonacije putuju u suprotnom smeru duž dužine detonirajućeg fitilja, koji se susreću na određenoj tački udaljenoj od centra fitilja. Poznavajući rastojanje duž detonacionog punjenja između dva kraja fitilja, položaj sudara frontova detonacije i brzinu detonacije detonacionog fitilja, izračunava se brzina detonacije eksploziva i izražava se u km/s.
Drugim rečima "VOD je brzina ili brzina širenja hemijskog raspadanja/reakcije". A za visoke eksplozive je uglavnom iznad 1.000 m/s.
U slučajevima kada materijal nije prošao namensko testiranje, ponekad se koriste gruba predviđanja zasnovana na teoriji ponašanja gasa (pogledajte Chapman-Jouguet uslov).

## Tehnička eksplozija
Termička eksplozija nastaje kada se toplota oslobođena egzotermnim reakcijama ne udalji od reakcionog sistema dovoljno brzo kondukcijom, prenosom toplote ili zračenjem. Neka brzina stvaranja toplote bude u posudi pri konstantnoj zapremini {\displaystyle \Phi _{+}=R\,\Delta U}, gde je {\displaystyle R} ukupna brzina {\displaystyle \Delta U} je promena unutrašnje energije. Da bismo pojednostavili stvari, pretpostavimo da je temperatura ista u celoj zapremini.   U ovom slučaju, stopa gubitka toplote može biti:
{\displaystyle \Phi _{-}=\lambda {\frac {A}{d}}(T-T_{0})}
Evo {\displaystyle \lambda } koeficijent proporcionalnosti je toplotna provodljivost supstance, {\displaystyle T_{0}} je temperatura na zidu posude, {\displaystyle A,d} su površina i debljina sloja u vezi sa prenosom toplote. Iz jednačine se vidi da je brzina gubitka toplote direktno proporcionalna temperaturi, dok brzina stvaranja toplote eksponencijalno zavisi od temperature zbog zavisnosti konstanti brzine.
Susedna slika prikazuje situacije a, b i c. Na krivini a u početku {\displaystyle \Phi _{+}>\Phi _{-}} kada se gas u posudi zagreje do tačke D. U ovom trenutku {\displaystyle \Phi _{+}=\Phi _{-}} i postoji stanje toplotne ravnoteže. U tački F krive a, stvaranje toplote iz egzotermnih reakcija ponovo prevazilazi prenos toplote iz reakcionog suda i reakciona smeša može da se zapali. Na krivoj, c uvek važi {\displaystyle \Phi _{+}>\Phi _{-}}, pri čemu temperatura reakcione smeše stalno raste i brzina reakcije se povećava, što dovodi do termalne eksplozije. U trećoj situaciji (b-kriva) postoji kritična temperatura u tački E koja odgovara granici eksplozije. Pri koncentracijama većim od ove prisutna je termička eksplozija, dok se pri nižim koncentracijama gasne reakcije odvijaju gotovo izotermno. Imajte na umu da su u tački E proizvodnja toplote i gubitak toplote jednaki:
{\displaystyle {\frac {d\Phi _{+}}{dT}}={\frac {d\Phi _{-}}{dT}}}
Za termičku eksploziju nije potrebno prisustvo lančanih reakcija.

## Diferencijalne jednačine reakcija vodonik/kiseonik
Promena koncentracije H atoma lančane reakcije može se napisati: 
{\displaystyle {\frac {d[H]}{dt}}=f_{0}\,-k_{2}[H][O_{2}]+k_{3}[O][H_{2}]+k_{1}[OH][H_{2}]-k_{4}[H]-k_{5}[H][O_{2}][M]}
Slično, možete napisati za OH radikal i O atom:
{\displaystyle {\frac {d[OH]}{dt}}=k_{2}[H][O_{2}]+k_{3}[O][H_{2}]-k_{1}[OH][H_{2}]}
{\displaystyle {\frac {d[O]}{dt}}=k_{2}[H][O_{2}]-k_{3}[O][H_{2}]}
Pretpostavka stacionarnog stanja može se koristiti za promene u koncentraciji i OH i O radikala. Isto se ne može učiniti za atom H, koji je najznačajniji nosilac lanca, jer se njegova koncentracija u velikoj meri menja u zavisnosti od vremena. Korak reakcije (2) je približno 70 kJ mol-1 endotermičan, a korak reakcije (3) je približno 10 kJ mol-1 endoterman. Od ovih, poslednja reakcija je mnogo brža od prethodne:
{\displaystyle {\frac {d[OH]}{dt}}={\frac {d[O]}{dt}}=0}
Pod standardnim uslovima može se izračunati:
{\displaystyle [O]_{VT}={\frac {k_{2}[H][O_{2}]}{k_{3}[H_{2}]}}}
{\displaystyle [OH]_{VT}={\frac {k_{2}[H][O_{2}]+k_{3}[O][H_{2}]}{k_{1}[H_{2}]}}={\frac {2k_{2}[H][O_{2}]}{k_{1}[H_{2}]}}}
Postavljanjem ovih izraza {\displaystyle {\frac {d[H]}{dt}}}:n prema zakonu brzine, dobijamo:
{\displaystyle {\frac {d[H]}{dt}}=f_{0}\,-k_{2}[H][O_{2}]+k_{3}{\frac {k_{2}[H][O_{2}]}{k_{3}[H_{2}]}}[H_{2}]+k_{1}{\frac {2k_{2}[H][O_{2}]}{k_{1}[H_{2}]}}[H_{2}]-k_{4}[H]-k_{5}[H][O_{2}][M]}
{\displaystyle {\frac {d[H]}{dt}}=f_{0}+\,{\Big (}2k_{2}[O_{2}]-k_{4}-k_{5}[O_{2}][M]{\Big )}[H]}
Napominje se da je glavni lanac nosač {\displaystyle [H]=[n]} pokazuje grananje lančane reakcije {\displaystyle 2k_{2}[O_{2}]=h}, i predstavlja raskid {\displaystyle k_{4}+k_{5}[O_{2}][M]=g}. Diferencijalna jednačina se može pojednostaviti na:
{\displaystyle {\frac {d[n]}{dt}}=f_{0}+(h-g)[n]}
Ovo se može integrisati sa graničnim vrednostima na početku lančane reakcije {\displaystyle t=0} i {\displaystyle [n]=0} a tokom lančane reakcije su {\displaystyle t,[n]}:
{\displaystyle \int _{0}^{[n]}{\frac {d[n]}{f_{0}+(h-g)[n]}}=\int _{0}^{t}dt}
Dobija se rešenje:
{\displaystyle [n]={\frac {f_{0}{\Big (}e^{(h-g)t}-1{\Big )}}{(h-g)}}}
Postoje dva rešenja ove jednačine (pogledajte sliku):
1) {\displaystyle g>h}, u kom slučaju je završetak veći od koraka grananja lančane reakcije, koji se realizuje sa dovoljno niskim parcijalnim pritiscima kiseonika i eksponentni deo jednačine se brzo približava nuli. U ovom slučaju važi pretpostavka standardnog stanja i {\displaystyle [n]} asimptotski se približava vrednosti {\displaystyle {\frac {f_{0}}{(h-g)}}}.
2) {\displaystyle g<h}, gde se faza grananja lanca odvija brže od završetka i formira se sve više nosilaca lanca, što dovodi do koncentracije radikala {\displaystyle [n]} do eksponencijalnog rasta. Može se proceniti da jedan centar atoma H izaziva 1015 novih H atoma za 0,3 sekunde kada je temperatura 800 K i parcijalni pritisak kiseonika 11 kPa. Tako brzo povećanje koncentracije radikala se praktično posmatra kao eksplozija.

## Uticaj pritiska i temperature
Eksplozivnost mešavine gasa vodonik/kiseonik zavisi i od temperature i od pritiska. Reakciona smeša ne eksplodira kada je reakciona temperatura ispod 400 °C (752 °F; 673 K), ali može da eksplodira kada je temperatura viša od 460 °C (860 °F; 733 K). Eksplozija je takođe uzrokovana grananjem lančanih reakcija, što sa druge strane zahteva povećanje reakcioni pritisak da nastane.
Ukupni pritisak ima ključni uticaj na reakcije mešavine gasa vodonik/kiseonik (vidi sliku).
Sa ukupnim pritiskom mnogo manjim od {\displaystyle P_{1}} (je oko 500 Pa), dominira završetak. Kada je ukupan pritisak jednak prvom kritičnom pritisku, {\displaystyle P_{1}}, udeo grananja lančane reakcije postaje sve značajniji faktor. U ovom slučaju dolazi do izotermne eksplozije kako se koncentracija nosilaca lanca povećava.  Ovo se može manifestovati kao detonacija, pri čemu se front mešavine gasa koji gori napreduje brzinom od 1000 ms-1. Kako se ukupni pritisak i dalje povećava, reakcije se odvijaju u oblasti eksplozije lanca.
Kada ukupni pritisak nastavi da raste, eksplozija lanca je potisnuta (još jedan kritičan pritisak, {\displaystyle P_{2}} iznosi približno 13 kPa) kako termomolekularna reakciona faza (5) postaje sve značajnija. Istovremeno, prelazimo na oblast sagorevanja plamena vodonik/kiseonik, gde je relativno sporo reagujući HO 2 radikal na niskim temperaturama jedan od najvažnijih radikala u reakcijama mešavine gasa vodonik/kiseonik. Reakcije HO radikala takođe postaju značajne u ovoj oblasti. 1937. nemački dirižabl Hindenburguništen u Lejkherstu (Nju Džersi, SAD) u požaru. Tokom spuštanja, žica dirižablja je oštetila spoljnu površinu, usled čega je vodonik počeo da curi iz gasnog bloka dirižabla u spoljašnji vazduh. Tokom sletanja došlo je do grmljavine, usled čega je spoljašnja površina dirižabla očigledno bila električno naelektrisana. Kada je žica namenjena za spajanje sa jarbolom uzemljena, kratki spoj je stvorio iskru koja je zapalila mešavinu vodonika i kiseonika koja je nastala. Požar je u početku napredovao kao površinski požar, jer je da bi se smanjilo trenje, dirižabl je bio premazan lako zapaljivim nitroceluloznim lakom. Širenje površinske vatre oslobodilo je više vodonika iz drugih gasnih blokova u plamen i vazdušni brod je počeo da gori kao baklja, ali nije eksplodirao.
Kada je ukupan pritisak veoma visok, on odgovara trećem kritičnom pritisku,  {\displaystyle P_{3}}. U ovom slučaju, toplota koja se oslobađa iz egzotermnih reakcija i drugih termičkih procesa izaziva povećanje temperature reakcione smeše i istovremeno, povećanje efekata endotermnih reakcija. U ovom slučaju, sve više i više OH radikala se formira direktno tokom disocijacije vodonik-peroksida. Ovo omogućava [H] da raste kroz fazu propagacije i dalje reakcije grananja lančane reakcije. Oslobađanje toplote na kraju dovodi do termalne eksplozije. Uništenje Space Shuttle Challenger-a je očigledno izazvano termičkom eksplozijom kada je plamen visokog pritiska čvrstog goriva uspeo da prodre u rezervoar vodonik/kiseonik kroz slomljeni O-prsten i eksplozivno zapali smešu tečnog gasa.

## Detonacija
Detonacija je egzotermna hemijska reakcija sagorevanja, koja je praćena veoma jakim širenjem udarnog talasa usled promene pritiska i značajnog povećanja reakcione temperature u eksplozivnoj materiji.  Detonacija se može desiti u mešavini gasa, čvrstoj ili tečnoj. Od njih, u gasnoj smeši koja se sastoji od zapaljive supstance i oksidansa, brzina udarnog talasa je najmanja. Detonacija je objašnjena jednodimenzionalnim modelom, gde u početku veoma tanak udarni talas izaziva lokalnu koncentraciju eksplozivnih materija. Ova iznenadna lokalna promena pritiska omogućava nastanak hemijskih lančanih reakcija i oslobađanje toplotne energije reakcija, što zauzvrat dovodi do protoka materijala u suprotnom smeru od udarnog talasa pri nižoj brzini protoka i prekida lančanih reakcija. 
Prilikom detonacije, brzina detonacije eksploziva je preko 1000 ms-1 , a baruta i zapaljivih materija je tipično oko 100 ms-1. Brzina eksplozije zavisi od eksplozivnog materijala. Na primer, pentrit (2,2-bis(hidroksimetil)-1,3-propandiol, pentaeritritol tetranitrat) ima brzinu eksplozije od 4.000 do 7.000 ms-1. Ovaj fenomen se eksploatiše u eksplozivnoj vatrenoj žici. Kod novih motora sa unutrašnjim sagorevanjem, ovaj fenomen se koristi paljenjem mešavine goriva i vazduha iz nekoliko tačaka (npr. Tvin Spark-motor), u kom slučaju je sagorevanje goriva sve potpunije. U odgovarajuće naelektrisanoj metalnoj cevi eksplozivno punjenje se istovremeno pali na oba kraja cevi, tako da efekti udarnih talasa u suprotnim smerovima formiraju tzv. efekat makaze. Ovaj događaj lomi cev. Nehomogenost nekvalitetnog ili zastarelog eksploziva sprečava talas da putuje u svim pravcima istom brzinom i tako slabi eksploziju. U ovom slučaju, eksploziv može ostati nereagovan u nestabilnom stanju, izazivajući značajan bezbednosni rizik.

## Literatura
- DIN EN 13631-14 Explosivstoffe für zivile Zwecke - Sprengstoffe, Teil 14: Bestimmung der Detonationsgeschwindigkeit
- Paul Hölemann: Die Messung von Flammen- und Detonationsgeschwindigkeiten bei der explosiven Zersetzung von Azetylen in Rohren. Westdeutscher Verlag, Köln und Opladen 1957.
- Henrikus Steen (Hrsg.): Handbuch des Explosionsschutzes. 2000. ISBN 978-3-5272-9848-8. Wiley-VCH, Weinheim .
- Wilhelm Jost: Explosions- und Verbrennungsvorgänge in Gasen. Verlag von Julius Springer, Berlin 1939.
- Josef Köhler, Rudolf Meyer: Explosivstoffe. 1998. ISBN 3-527-28864-3. 9. überarbeitete und erweiterte Auflage, Wiley-VCH, Weinheim .

## Spoljašnje veze
- Sprengstoffe (abgerufen am 13. Februar 2020)
- Brennverhalten schallnaher und überschall-schneller Wasserstoff-Luft Flammen (abgerufen am 13. Februar 2020)
- Geschichte der Sprengstoffe[мртва веза] (abgerufen am 13. Februar 2020)
- Untersuchungen zu Gasdetonationen in Kapillaren für die Mikroreaktionstechnik (abgerufen am 13. Februar 2020)
- Sicherheitstechnische Untersuchungen zu Mikrostrukturreaktoren für heterogen katalysierte Oxidationsreaktionen im Explosionsbereich (abgerufen am 13. Februar 2020)